# Franciszek Borgias Kania
Franciszek Borgias Kania (ur. 7 października 1818 w Mokrem k. Mikołowa, zm. 1 stycznia 1900 w Chorzowie) – ksiądz rzymskokatolicki, proboszcz parafii św. Marii Magdaleny w Chorzowie, działacz społeczny.

## Życiorys
Urodzony w rodzinie młynarza w powiecie pszczyńskim. W 1837 ukończył gimnazjum w Gliwicach, następnie podjął studia na Wydziale Teologicznym Uniwersytetu Wrocławskiego, uzyskując dyplom w 1840.
Święcenia kapłańskie otrzymał w październiku 1841, w grudniu 1841 powierzono mu obowiązki wikarego, następnie administratora (1855) parafii w Chorzowie. Wspomagał ówczesnego proboszcza ks. Józefa Bendera w działaniach zmierzających do odzyskania majątku Bożogrobców. W grudniu 1870 mianowany proboszczem.
Budowniczy kościoła filialnego parafii w Chorzowie-Dębie, w latach 1886-1892 budowniczy neogotyckiego kościoła parafialnego w Chorzowie, zaprojektowanego przez Josepha Ebersa.
W 1891 założyciel Towarzystwa św. Alojzego w Królewskiej Hucie (obecnie Chorzów), którego członkowie udzielali się m.in. w ruchu teatralnym.
Od 1883 dziekan dekanatu bytomskiego, od 1883 dekanatu mysłowickiego. Z powodów zdrowotnych, zrezygnował z urzędu w 1890. Mianowany radcą duchownym.
Zmarł 1 stycznia 1900 w Królewskiej Hucie (obecnie Chorzów), pochowany obok kościoła w swojej parafii.

## Odznaczenia
Odznaczony Orderem Czerwonego Orła IV klasy.